# Kerstin Hörnlund
Kerstin Elisabeth Hörnlund, född 2 oktober 1940 i Umeå, är en svensk keramiker och skulptör.
Hörnlund varit verksam i Arboga tillsammans med maken Gösta Grähs sedan 1968. Hon har arbetat med fria berättande skulpturer i stengods och stora kraftfulla kärl. Hon har även sedan 1982 varit verksam som frilans vid Rörstrand.
Hörnlund finns representerad vid bland annat Örebro läns landsting.